# 氣候變化對牲畜的影響

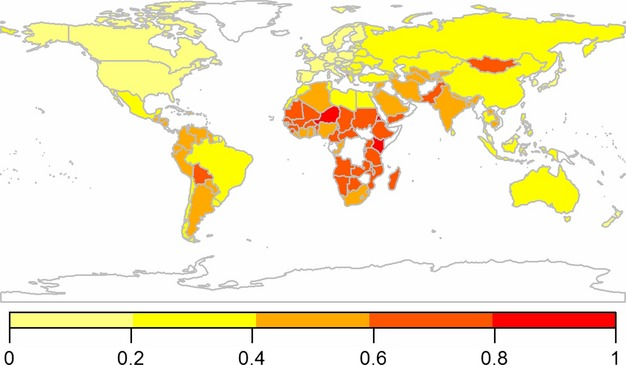
全球各地放牧牲畜中受氣候變化影響分佈圖，顏色越深，影嚮越嚴重。。

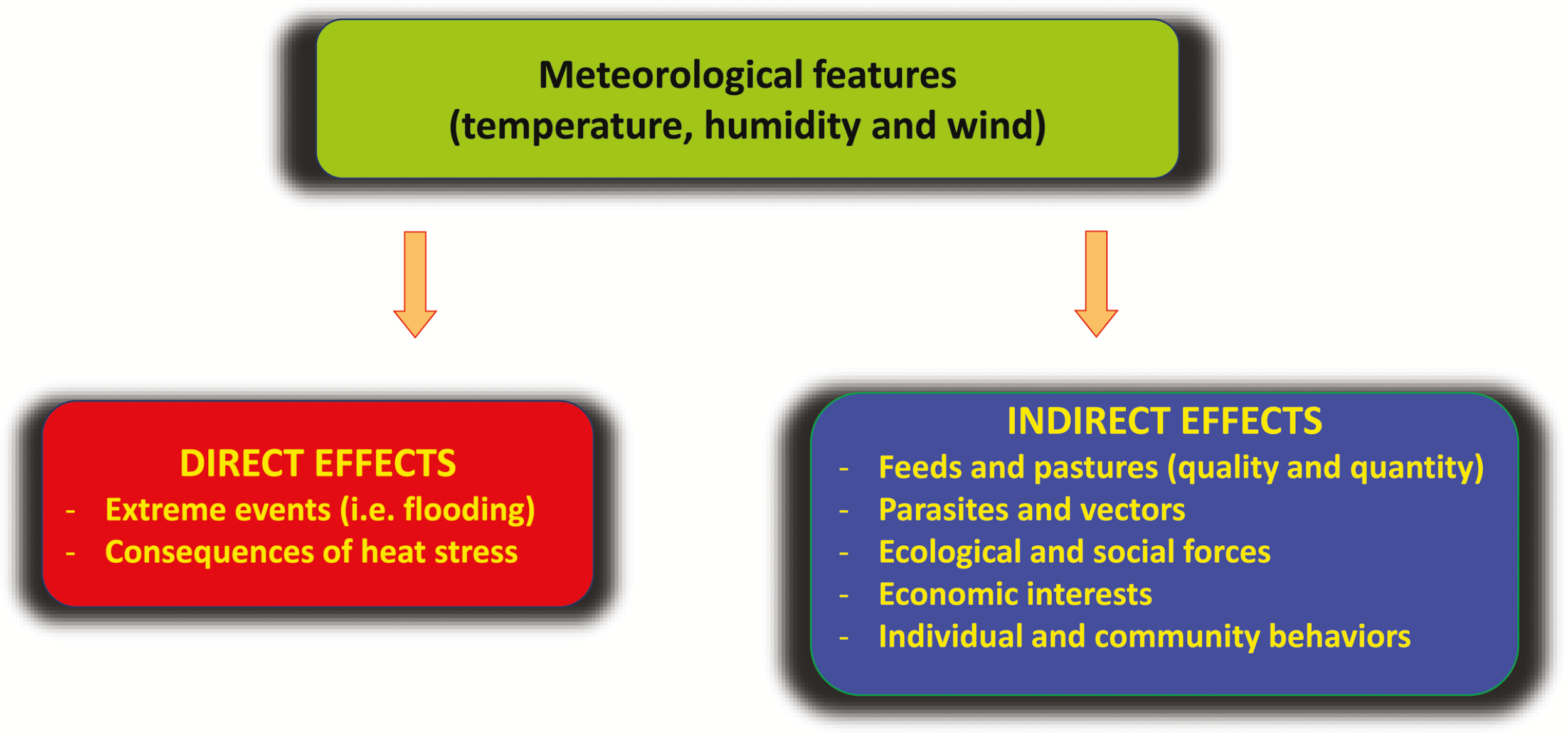
氣候變化對牲畜產生不同面向影響的文字敘述。

氣候變化對牲畜的影響（英語：effects of climate change on livestock）間具有關聯性 - 例如牲畜會產生溫室氣體排放，所以飼養活動既會受到人為活動導致氣候變化的嚴重影響，而活動本身也是氣候變化的重要驅動因素。全球截至2011年約有4億人以某種方式依靠牲畜來維持生計。:746 這個部門的商業價值估計接近1兆美元。氣候變化（迄2023年）已對畜牧生產造成一系列不利影響，其中包括動物飼料由於乾旱或是二氧化碳施肥效應的二次影響，造成數量或品質的下降。動物寄生蟲和媒介傳播疾病也比以前到達更遠的所在，而在牲畜的數據品質通常會優於對人類病原體傳播的研究。
隨著氣溫上升，全球除最冷的國家外，其他國家畜養的牲畜總體熱壓力效應都會相應增加。在最壞的情況下，將有致命性，在熱浪期間已見到大量牲畜死亡的案例，但仍有一系列亞致命性的影響 - 包括牛奶等產品品質下降，到牲畜更易跛行，甚至是繁殖能力受損。根據未來溫室氣體排放的強度和由此導致的變暖，而到本世紀中葉，由於飼料作物種植困難，將會導致全球牲畜數量減少7-10%。:748雖然有些生產牲畜地區預計縱然在本世紀末有升溫甚高的情況，仍可避免"極端高熱"，其他地區可能早在本世紀中葉就不再適合畜養。:750
一般而言，撒哈拉以南非洲地區被認為是最易由於氣候變化，而對其牲畜產生影響，繼而造成糧食安全的衝擊，預計在此區的國家有超過1.8億人的牧地將在本世紀中葉左右大幅失去其適宜性。:748 另一方面，日本、美國和歐洲國家被認為最不具氣候變化脆弱性。這既是人類發展指數和其他社區韌性衡量標準中既有的差異，也是遊牧業在國民飲食重要性巨大差異的結果，更是氣候變化對每個國家產生直接影響的結果。
畜牧業所產生的溫室氣體排放佔整體農業排放的大部分，並耗用約30%的農業淡水用量，但僅提供全球卡路里攝入量的18%。產自動物的食品在滿足人類蛋白質需求方面發揮較大作用，但僅有39%的佔比，其餘部分由農作物提供。:746–747
根據IPCC採用的共享社會經濟路徑，其中只有SSP1路徑提供實現升溫1.5°C (2.7°F) 內目標的可能性，並且除大規模部署環境科技等外，該路徑還假設產自動物來源的食品，相對於現在的全球飲食，要佔有更低的作用。因此有人呼籲在全球許多地方逐步取消目前提供給畜牧業的補貼，並且淨零排放計劃包括有對牲畜總頭數的限制，如大幅減少一些擁有大量動物的國家的現有頭數（如愛爾蘭等國家）。然而要徹底結束人類對肉類和/或動物產品的消費，在目前不被認為是個現實的目標，因此任何涉及氣候變化調適的綜合計劃，特別是氣候變化對農業的當前和未來影響，還必須把牲畜列入考慮。

## 對健康的影響

### 熱壓力

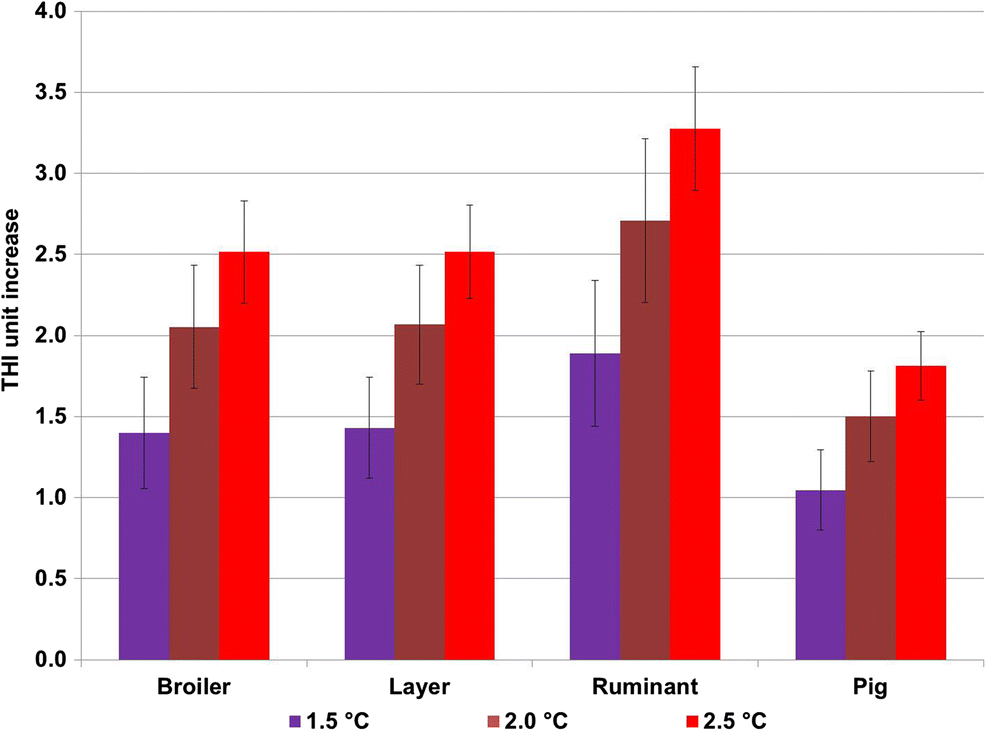
氣候變化導致熱指數（thermal heat index （THI））（熱壓力）增加，對牙買加不同畜養動物的影響。

一般來說，適合牲畜的理想環境溫度範圍是10°C (50°F) 到30°C (86°F) 之間。:747當氣候變化將世界較寒冷的地區的氣溫變成適合人類的時候，這些地方的牲畜也也將受益於溫暖的冬天。然而在全世界其他地方，當夏季氣溫升高，以及更頻繁和強烈的熱浪將會產生明顯的負面影響，大幅增加牲畜遭受熱壓力的風險。在最高排放和最嚴重變暖的氣候變化情景下（SSP5-8.5，參見共享社會經濟路徑），"低緯度地區的家牛、綿羊、山羊、家豬和家禽每年將會受到額外的72-136天的高溫和高濕極端壓力"。:717
在被認為是加勒比地區代表的牙買加，於目前的氣候下，除蛋雞之外，其餘的畜養動物都已經暴露在"非常嚴重"的熱壓力之下，在夏季的五個月和初秋的幾個月裡，家豬每天至少暴露一次，而反芻動物和肉雞只有到冬季才有機會避免每天暴露在非常嚴重的熱壓力。預測即使全球升溫能控制在1.5°C（2.7°F）時，對肉雞和反芻動物而言是每日均曝露於"非常嚴重（very severe）"的熱壓力之下（於今日的冬季並無此問題），對蛋雞和豬而言，每年各有7及9個月是每日均曝露於"非常嚴重"的熱壓力（於今日有0及5個月）。當升溫到2°C (3.6°F) 時，對肉雞和反芻動物而言是全年均非常嚴重，對蛋雞和豬而言是大部分的時間均非常嚴重。當升溫達到2.5°C (4.5°F) 時，除蛋雞之外，對肉雞、豬及反芻動物而言均為全年非常嚴重。為應對熱壓力問題，人們已開始討論裝置冷卻系統的必要性。

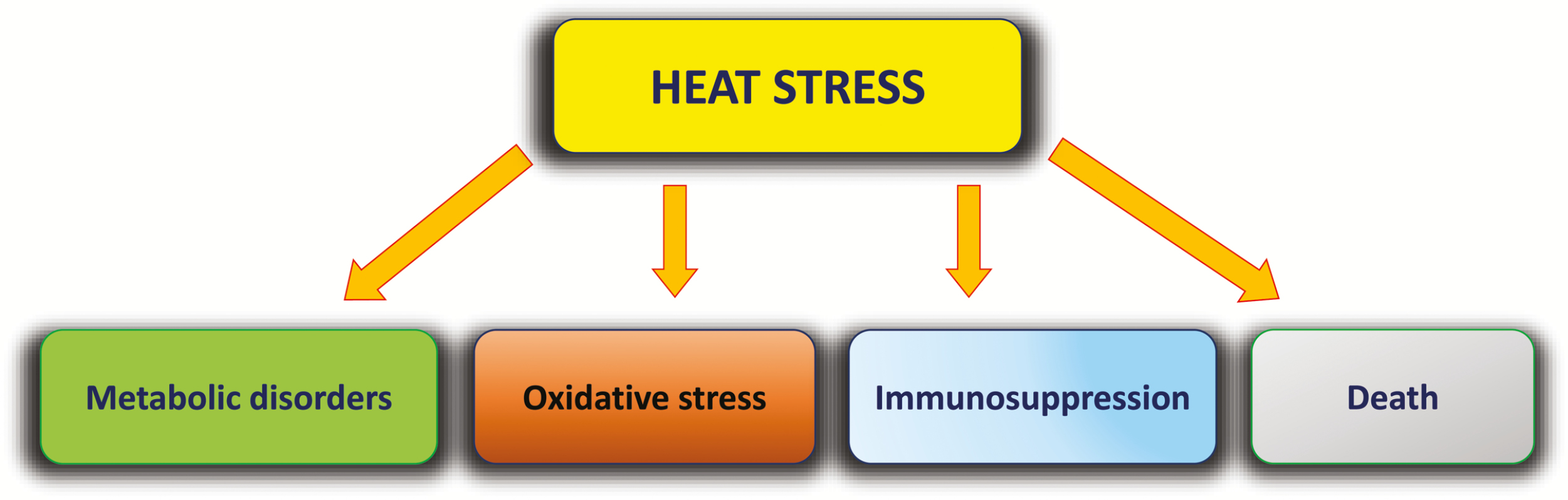
熱壓力對畜養動物產生的各種影響。

一旦牲畜的體溫高於正常溫度3-4°C（5.4-7.2°F）時，很快就會導致"中暑、熱衰竭、熱暈厥、熱痙攣，最終導致器官衰竭"。在一年中最熱的月份以及熱浪期間，牲畜死亡率會更高，是已知的事實。例如在2003年歐洲熱浪期間，僅在法國布列塔尼半島和羅亞爾河地區大區就有數千頭豬、家禽和兔子因而死亡。
牲畜也可能遭受熱壓力帶來的多種亞致死影響，例如產奶量減少。一旦氣溫超過30°C (86°F)，隨後溫度每升高一度，家牛、綿羊、山羊、家豬和雞的飼料攝取量就會因而減少3-5%。同時它們的呼吸率和汗液分泌率也會增快，所有反應結合後會導致代謝失調。其中一例是發生酮症（原因為動物體內的葡萄糖不足時，肝臟會將脂肪轉換成脂肪酸與酮體，取代原本由葡萄糖負責的能量來源，導致血液中酮體快速積累）。熱壓力也會導致抗氧化酶活性增加，而導致氧化劑和抗氧化劑分子間的不平衡（也稱為氧化壓力）。飼料中添加鉻等抗氧化劑可幫助解決氧化壓力，並防止其導致其他病理狀況，但作用受限。
遭受熱壓力的動物，其免疫系統也會受損，導致它們更易受到各種感染。同樣的，當牲畜遭受熱壓力時，接受疫苗接種的效果會較差。研究人員迄今所使用估計熱壓力的定義並不一致，且當前模擬的牲畜電腦模型與實驗數據的相關性仍有限。值得注意的是由於像家牛這樣的牲畜一天中大部分時間都是躺臥狀態，因此完整的熱壓力估計也需將地面溫度列入，但第一個將此列入考慮的電腦模型直到2021年才出現，而且仍傾向於系統性地將體溫高估，且將呼吸率低估。

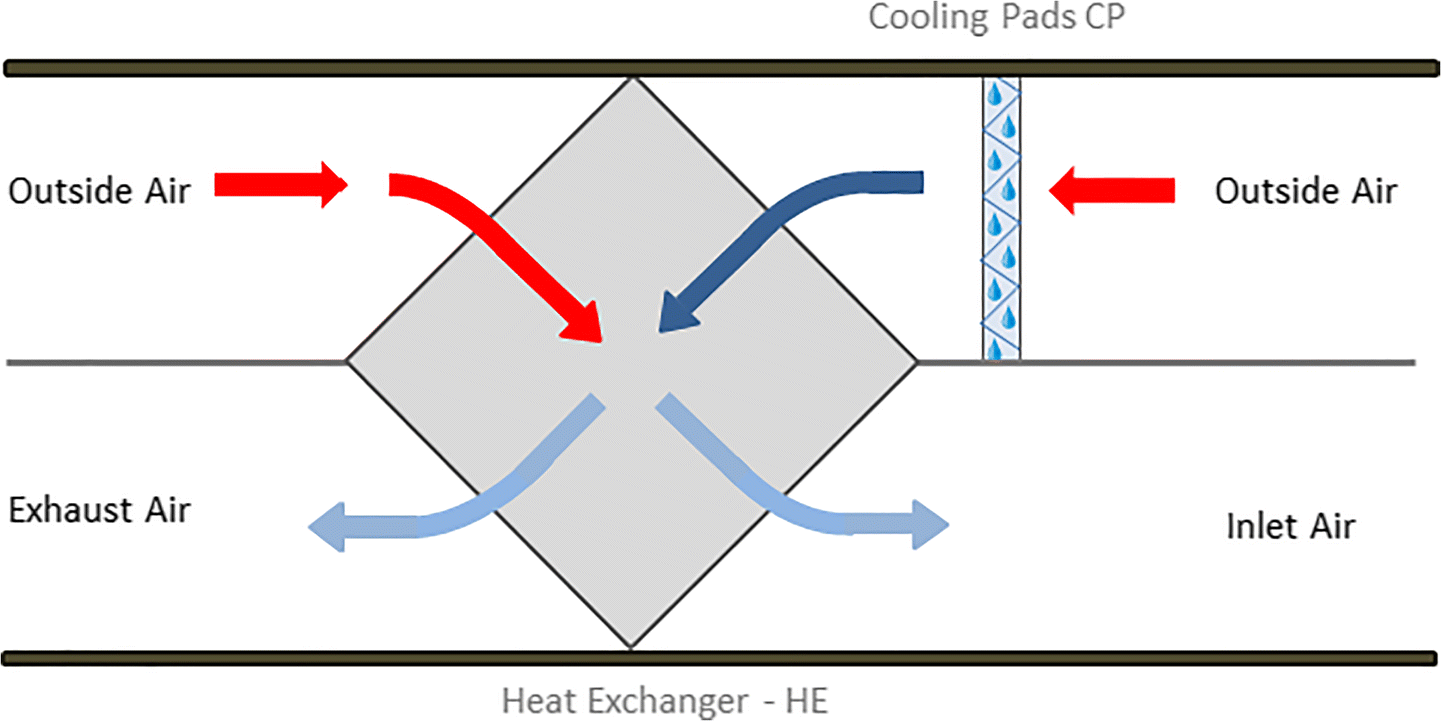
研究人員Schauberger等（2019年）提供的處理豬舍氣溫的熱交換設施功能示意圖。

歷史上對熱壓力和牲畜的研究重點主要是放在家牛身上，由於家牛通常被置於戶外飼養，會因此立即受到氣候變化的影響。而另一方面，即使到2006年左右，全球豬肉產量的50%多和禽肉產量的70%都來自於完全圈養在密閉建築中的家豬與家禽，換算為生豬，數量預計將增加3-3.5倍，蛋雞數量為2-2.4倍，肉雞數量為4.4-5倍。從史上來看，這些條件下的牲畜因為居住在隔熱建築中（利用通風系統來控制溫度），而被認為比飼養於室外的動物更不容易受到變暖的影響。但在歷史上較涼爽的中緯度地區，即使在夏季，室內溫度也已經高於室外溫度，並且隨著氣溫升高，封閉於室內的動物有可能比飼養於室外的更容易受到高溫的影響。
目前有一系列調適措施可用於保護牲畜，例如增加飲用水取得、為戶外動物創造更好的遮蔽，以及改善現有室內設施空氣流通。安裝專門的冷卻系統是資本最密集的干預措施，但也許能夠完全抵消未來暖化的影響。
僅在美國一地，牲畜於2003年因熱壓力所造成的經濟損失就已達到16.9至23.6億美元，其分佈也反映出對當代適應措施有效性的不同結果。一些評論認為美國是最不容易受到氣候變化而造成牲畜負面影響，繼而產生糧食安全影響的國家，但就其牲畜的暴露程度和社會對曝露的敏感性而言，美國於此的脆弱性排名卻處於中間位置，雖然就美國的國內生產毛額（GDP）和發展狀況，該國應該擁有世界上最高的調適能力。日本和歐洲國家於此則有較低的脆弱性。
雖然蒙古國的牲畜受氣候變化影響的程度與美國牲畜並無太大區別，但遊牧業在蒙古國社會中的重要性及其有限的調適能力而讓其被列為世界上最脆弱的國家之一。牲畜在撒哈拉以南非洲國家社會中具有甚高的重要性，當地普遍遭受高暴露、低調適能力和高敏感性的影響，這些因素在東非國家尤其嚴重，其中4%至19%的牲畜產區（依不同的氣候變化情景）預計將在2070年後遭受"嚴重"與更"危險"的熱壓力事件。在最嚴重的情景（SSP5-8.5）下，到2050年，因為某些地方的熱壓力已變得難以忍受，能夠養活牲畜的淨土地面積將會減少（高置信度）。:748

### 營養

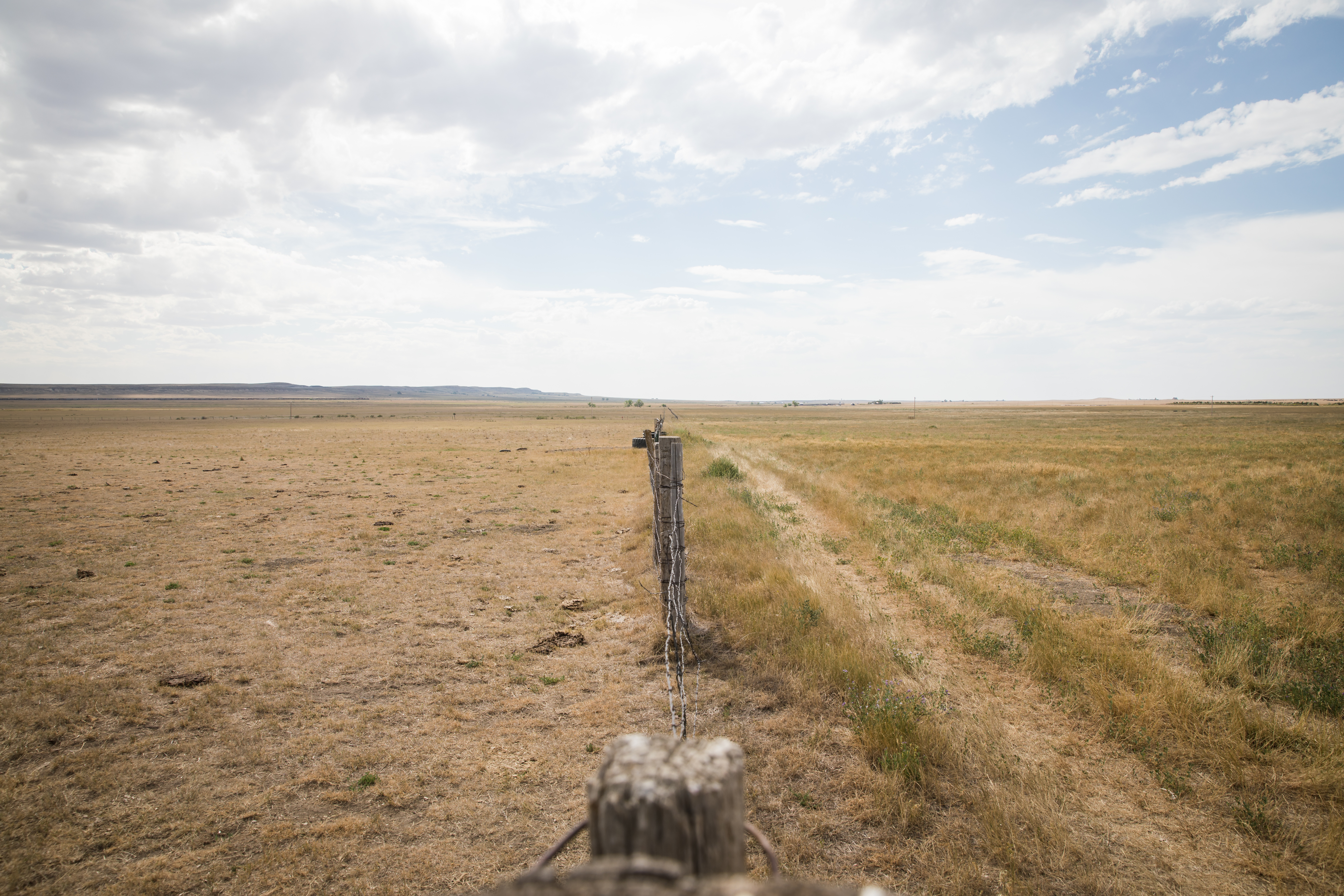
於美國南達科他州福爾里弗郡牧地的比較，圖左是過度放牧後的結果，圖右部分則尚未受放牧的影響。

飼養牲畜的方式或是讓它們直接在牧場上吃草料，或是種植玉米或大豆等農作物作為其飼料。玉米與大豆兩者都非常重要 - 大部分大豆均用作飼料，而全球有三分之一的農田用於種植飼料，用於飼養約15億頭家牛、2.1 億頭水牛、12億隻綿羊和10.2億隻山羊。兩者的供應量或是品質不足時，都會導致家畜生長和繁殖效率下降，特別是與其他壓力因素結合發生時，最壞的情況下，可能會增加牲畜因飢餓而造成的死亡率。當牲畜群體已達到不可持續的規模時，將會變成一個特別嚴重的問題。例如伊朗三分之二的動物飼料由牧地提供，目前約佔其土地面積的52%，但只有10%的牧草品質高於"中等"或是"不良"的程度。因此是伊朗的牧地要承載的是其可持續能力的兩倍，這導致在年份不好的時候會有大量牲畜死亡，例如伊朗約有80萬隻山羊和綿羊因1999年至2001年期間的嚴重乾旱而死亡。於2007年至2008年乾旱期間，則導致超過幾百萬動物的死亡。
氣候變化可透過多種方式影響到牲畜的食物供應。首先是氣溫升高，會直接影響飼料種植和牧地生產力，但影響方式各不相同。全球氣溫，在其他條件相同的情況下，每升高1°C (1.8°F) 就會導致四種最重要作物的產量減少，其中水稻和大豆（主要供飼料用途）各減少約3%，小麥和玉米分別減少6%和7.4%。這種下降主要是對於本來已夠溫暖國家的負面影響，而氣候涼爽國家的農業預計將從暖化中受益。但這不包括可用水量變化的影響，無論對於苜蓿和葦狀羊茅等牧草物種，還是對於農作物，這可能比變暖更為重要。一些研究顯示透過灌溉可讓農作物與氣候"脫鉤"，因為如此做更不容易受到極端天氣事件的影響，但這種做法的可行性顯然受到地區整體水安全的限制，特別是一旦升溫達到2°C (3.6°F) 或3°C (5.4°F) 的時候會更為明顯。:664

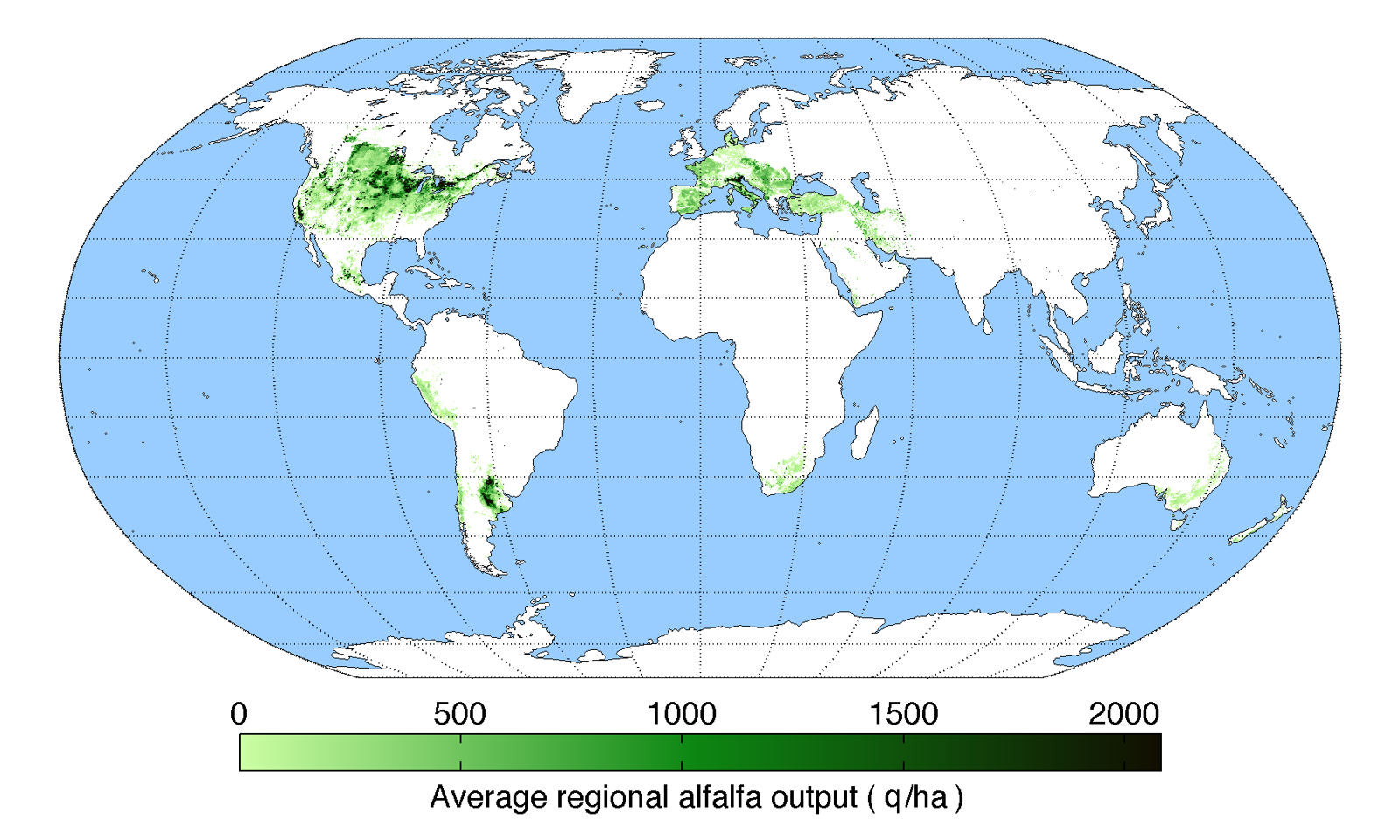
世界苜蓿（重要的牲畜用草料）生產分佈，顏色越深表示單位面積產量越大。

雖然氣候變化平均而言會增加降水量，但會具更大的區域可變性，僅這種可變性會對"牲畜的生育力、死亡率和畜群恢復產生不利影響，而降低牲畜飼養者的韌性"。:717在辛巴威，於不同氣候變化情景下的降水量不確定性即表示到2070年，有20%到100%的農民會受到負面影響，而平均飼養牲畜的收入可能會增加6%，但也可能會下降多達43%。許多地方的乾旱將會加劇，而影響到農作物和牧地。例如在地中海地區，飼料產量於乾旱年份已下降達52.8%。乾旱也會影響到人畜所需的淡水資源：於2019年發生在中國西南地區的乾旱，所導致約82.4萬人和56.6萬頭牲畜嚴重缺水，100多條河流和180座水庫乾涸。由於氣候變化，此種事件發生的可能性是從前的1.4至6倍。在山區的冰河融化也會影響牧地，因為它先會淹沒土地，但冰河退縮之後，將來就無融水供應。預計最早到2050年，全球約有10%的牧地將會受到氣候變化造成的水資源短缺的威脅。:614預計到2100年，在SSP5-8.5情景下，當前農作物和飼養牲畜總面積的30%將在氣候變化下變得不再適宜，而在較低排放的SSP1-2.6情景下，總面積的8%會變得不再適宜。但這兩個數字均未將生產可能會轉移到其他地區列入考慮。:717

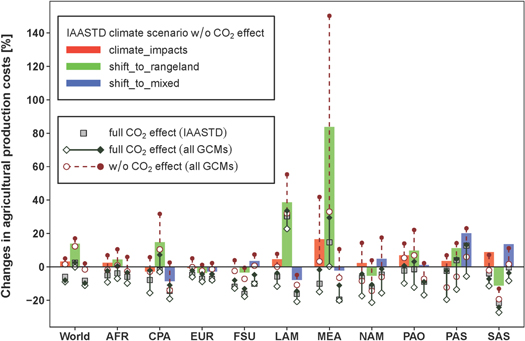
於2005年到2045年期間，於其中之一的氣候變化中情景下，二氧化碳施肥效應與氣候變化調適策略對於農業成本的影響。

當前飼料作物和草料極大受益於二氧化碳施肥效應，此效應促進其生長並提高其用水效率，有可能抵消掉某些地方（即許多美國的牧地）受到乾旱的影響。但同時二氧化碳施肥效應也會導致植物所含的營養價值下降，有些草料在某些條件下（即在秋季，其營養成分已經很差時）可能會對牲畜變得毫無價值。在混合大草原環境做兩種試驗，把白天實驗性局部升溫達到1.5°C (2.7°F) 和夜間升溫3°C (5.4°F) ，與將二氧化碳濃度提高到600百萬分比（ppm，比2023年的420ppm高出近50%），前者所產生的影響相對較小。實驗的大草原上有96%的牧草主要來自六個品種，其生產力提高達38%，主要是由於二氧化碳水平的增加，但它們對牲畜的營養價值也因此下降達13%，因為可食用的組織減少，變得更難消化。.暖化和缺水也會影響到營養價值，有時甚至會發生協同效應。例如大黍是熱帶地區的重要草料植物，這種植物為分別應對缺水和氣候變暖，成分中已增添更多不可食用的木質素（前者條件下增加43%，後者條件下增加25%）。木質素含量在同時應對兩種壓力源時的增加量最少（+17%），但二氧化碳濃度升高會進一步降低其營養價值，縱然在植物少受到水分壓力的情況下也是如此。於熱帶地區的另一種重要草料物種筆花豆屬中也觀察到類似的反應，這種植物會變得隨著變暖而分佈更廣，但需要利用灌溉以避免所含營養價值大幅損失。
如果氣溫於2050年升高2°C (3.6°F)，則預計現有牲畜的7-10%將因飼料供應不足而損失，價值達10-130億美元。:748同樣的，一項較早期的研究發現，如果2005年至2045年期間出現1.1°C (2.0°F) 的升溫（相當於到2050年達到升溫2°C (3.6°F) 的速度），依據當前的牲畜管理範式，全球農業成本將會增加3%（估計達1,450億美元），影響集中在遊牧式的畜養系統。而截至2013年，作物-畜牧混合系統已生產全球90%以上的牛奶供應量，以及80%的反芻動物的肉類，但這種做法僅會承擔小部分的氣候變化成本，將純粹遊牧系統改為作物-畜牧混合系統可將全球農業的氣候變化成本從3%降低到0.3%，而將這些純遊牧系統的一半作轉換，也可將成本降低到0.8%。全面轉變也可將熱帶地區於未來的森林砍伐面積的損失減少7,600萬公頃。

### 病原體和寄生蟲
氣候引起的熱壓力可直接降低家畜對所有疾病的免疫力，氣候因素也同時會影響許多牲畜病原體的分佈。例如已知東非的裂谷熱疫情在乾旱或聖嬰現象期間會更為嚴重。另一例是歐洲的寄生蟲，這種蠕蟲現在因具有更高的存活率和更高的繁殖能力，已進一步朝南北兩極傳播。:231歐洲牲畜疾病和各種農業所建立干預措施的詳細長期記錄，已證明氣候變化在增加牲畜寄生蟲負擔方面的作用，實際上比增加人類的疾病負擔更易發生。:231

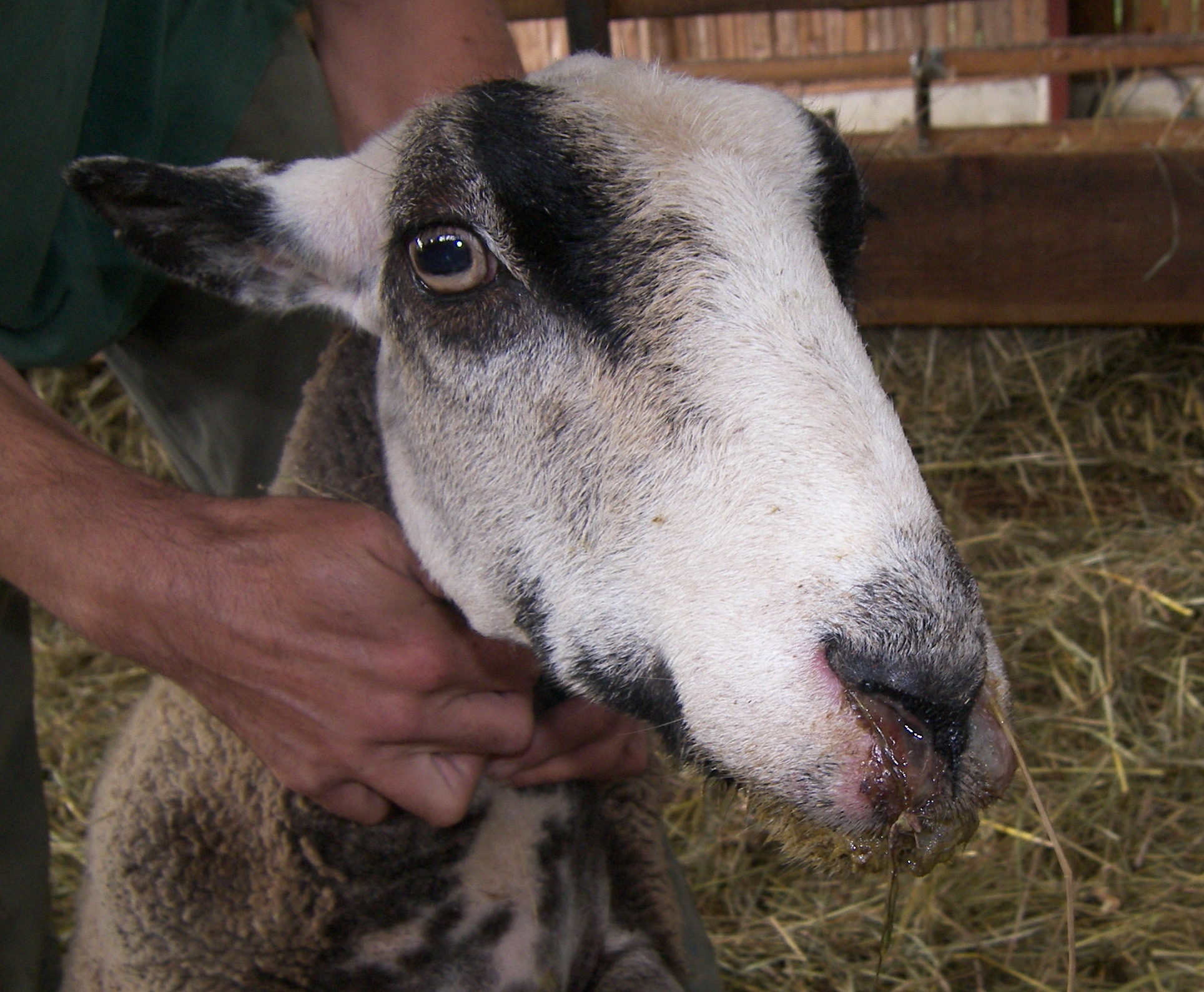
一隻已感染藍舌病病毒的綿羊。

溫度升高也可能有利於一種蠓科（Culicoides imicola，其會傳播藍舌病病毒）。如果流行病控制措施沒顯著改善，目前被認為是20年才發生一次的藍舌病疫情，但到本世紀中葉，除最樂觀估計的暖化情景外，將會變成五到七年發生一次。預計東非牲畜發生裂谷熱疫情的頻率也會增加。:747篦子硬蜱是種會傳播萊姆病和森林腦炎等病原體的蜱蟲，預計此類疫病於英國畜牧場的流行率將會增加5-7%，取決於未來氣候變化的程度。
氣候變化對鉤端螺旋體病的影響更為複雜：只要洪水風險增加，這種疫病的爆發就可能會惡化，但氣溫升高預計將會降低其在東南亞的總體發病率，特別是在高溫情況下。病媒宿主舌蠅屬似乎已失去棲息地，因此受到影響的區域比以前更小。:747

## 畜養動物分類

### 水產養殖
在高度暖化的情況下，2060年後全球適合貝類養殖的面積將會下降。在此之前，亞洲地區會先出現區域性下降。:725 養殖魚類與任何其他動物一樣會受到熱壓力的影響，並且已經在研究其對大蓋巨脂鯉或鈍口鯛等物種的影響和緩解的方法。

### 駱駝
山羊與駱駝一樣，比家牛更能抵抗乾旱。在衣索比亞東南部，一些放牧家牛的牧民已轉向飼養山羊和駱駝。

### 牛

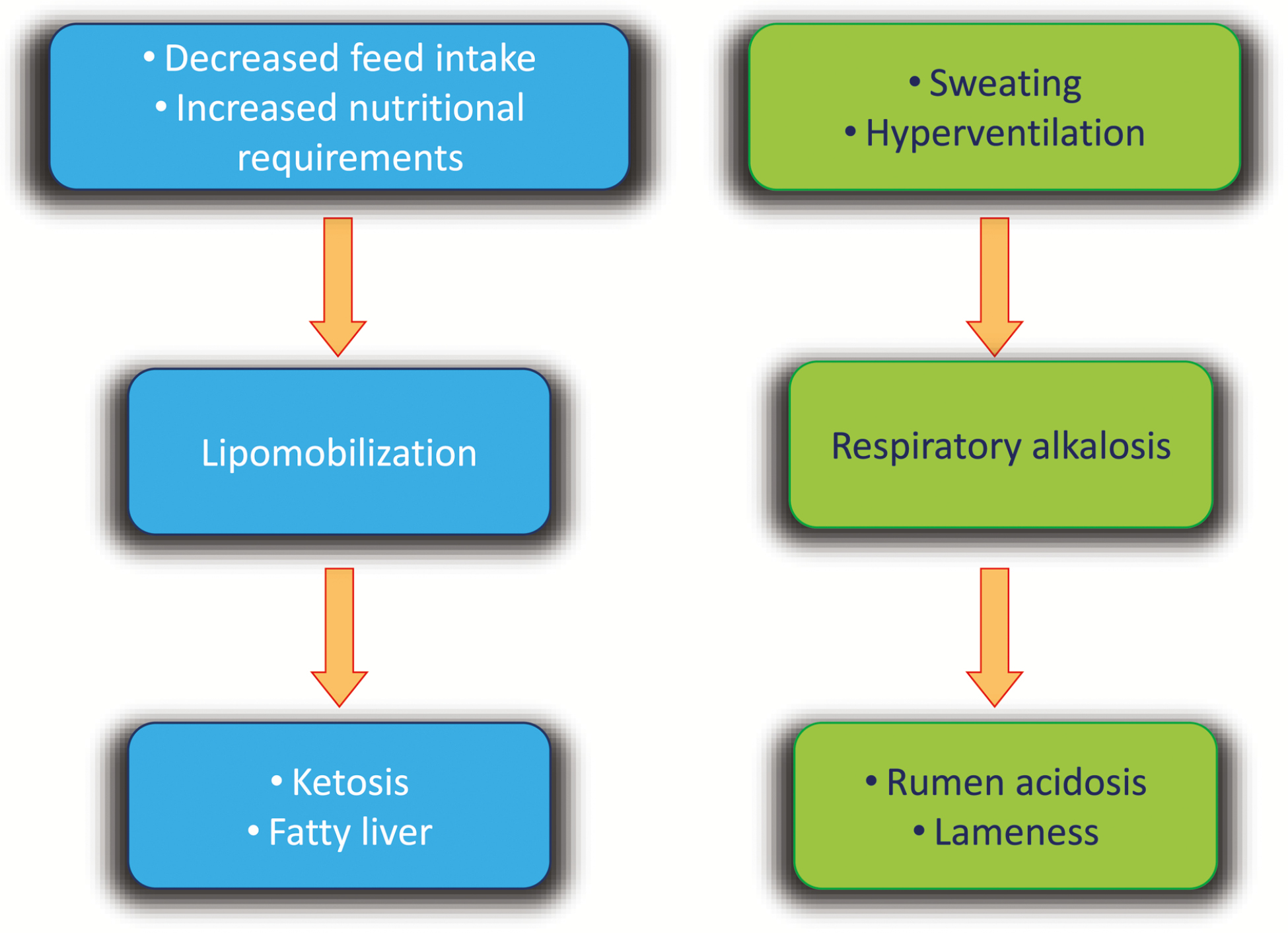
由熱壓力導致的不同病徵，其中許多是牛所專有。

全球截至2009年飼有12億頭牛，其中約82%位於開發中國家，此後總數開始增加，於2021年增為15.3億頭。截至2020年，研究發現在當前的東地中海氣候下，牛於近半年（159天）在未經改造的牛欄內會經歷輕度熱壓力，而於5月、6月、7月、8月、9月和10月在室內和室外會感受到中度熱壓力。此外，6月和8月是家牛在室外遭受嚴重熱壓力的月份，在室內會減輕至中度。.即使是輕微的熱壓力也會降低牛奶產量：於瑞典所做的研究發現，每日平均氣溫為20–25°C (68–77°F) 會讓每頭乳的日產量減少0.2公斤，當氣溫到25–30°C (77–86°F)，損失會增至0.54公斤。。於潮濕熱帶氣候環境所做的研究描述更呈線性的關係，每單位熱壓力會導致產量減少2.13%。在集約化養殖系統中，嚴重熱壓力發生期間每頭乳牛的日產乳量會下降1.8公斤。在有機養殖系統中，熱壓力對牛奶產量的影響有限，但牛奶品質受到嚴重影響，脂肪和蛋白質含量降低。在中國，7月（一年中最熱的月份）每頭乳牛的日產乳量已比平均值低0.7至4公斤，到2070年，由於氣候變化，每日每頭牛乳產量會降低50%。一些研究人員認為中國和西非已有記錄的乳製品生產停滯可歸因於熱壓力的持續升高。:747
熱浪也會導致產乳量降低，如果熱浪持續四天或更長時間，影響尤其嚴重，因為此時乳牛的體溫調節能力通常已經耗盡，其核心體溫開始升高。在最壞的情況下，熱浪可能導致大規模死亡：1995年7月，美國中部之中的熱浪導致4,000多頭牛死亡，1999年，內布拉斯加州東北部的熱浪導致5,000多頭牛死亡。研究顯示婆羅門牛及其雜交品種比普通牛品種更能抵抗熱壓力，但人們認為不太可能以更快的速度培育出更耐熱的牛品種來跟上預期變暖。雄性和雌性家牛的繁殖能力都會因熱壓力而受損。對雄性而言，嚴重的高溫會影響精子發生和儲存的精子。精子可能需要長達八週的時間才能再次恢復活力。對於雌性而言，熱壓力會對受孕率產生負面影響，因為其黃體會受到損害，繼而損害卵巢功能和卵母細胞品質。即使在受孕後，由於子宮內膜功能和子宮血流量下降，妊娠至足月的可能性也較小，導致胚胎死亡率增加和早期胎兒流產。遭受熱壓力母牛所生的小牛通常體重低於平均水平，而且由於代謝功能的永久性變化，即使生長一年後，它們的體重和身高仍然低於平均水平。遭受熱壓力的牛也表現出白蛋白分泌和肝臟酵素活性降低。這是由於肝臟加速分解脂肪組織，導致溶小體儲積症的緣故。

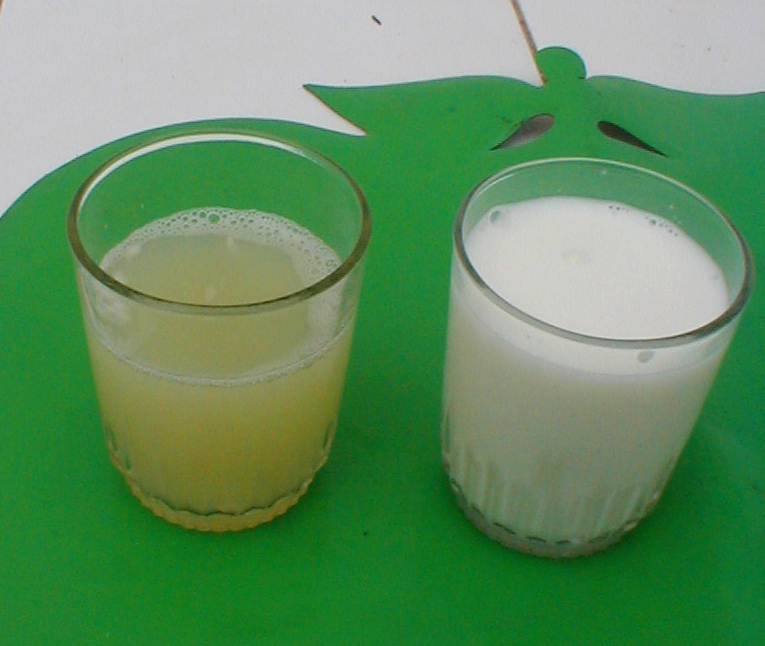
乳牛感染大腸桿菌乳腺炎，其乳房分泌的液體（圖左）與正常牛乳（圖右）的比較。

牛隻可能會發生某些特定的熱壓力風險，例如瘤胃酸中毒。當牛在一天中最熱的時候曝露於急性熱壓力時，會吃得更少，只有在天氣涼爽時才能補充攝取，這種不平衡很快就會導致酸中毒，而發生蹄葉炎。此外，通常牛為應對較高氣溫的方法之一是更頻繁地喘氣，這會迅速降低二氧化碳濃度並提升pH值。為避免呼吸性鹼中毒，牛隻被迫透過排尿排出碳酸氫鹽，這是以犧牲瘤胃緩衝為代價。這兩種病症都可能發展成跛行，這種症狀被定義為"會導致動物改變行走方式的任何足部異常"。這種效應會在嚴重熱壓力暴露後"幾週到幾個月"發生，同時還會出現潰瘍和白線病。另一個具體風險是乳腺炎，通常是乳牛乳房受傷或"乳頭管因細菌入侵而產生的免疫反應"引起。牛的嗜中性球功能在較高溫度下受損，讓乳房更易受到感染，且已知乳腺炎在夏季更會普遍發生，因此預計這種情況會隨著氣候的持續變化而惡化。
引起乳腺炎的細菌載體之一是麗蠅屬，預計其數量會隨著持續變暖而增加，特別是在英國等溫帶國家。微小扇頭蜱是種主要寄生於牛的蜱蟲，一旦於秋季和冬季升溫約2–2.75°C (3.60–4.95°F)，它們將會在目前的溫帶國家定居。另一方面，隨著氣候變暖，預計褐胃蠕蟲（Ostertagia ostertagi在牛隻中的流行率將會大幅降低。
到2017年，已有報導稱由於炎熱季節較長而造成損失，尼泊爾農民飼養的牛隻數量已減少。:747隨著水循環變得更加頻繁，影響草料生長，懷俄明州東南部的乳牛牧場預計將遭受更大的損失。雖然預計年平均降水量不會有太大變化，但異常乾旱年份和異常濕潤年份的頻率將會增多，負面影響會大於正面的。有人建議採取在乾旱年份期間，保持較小的牛群以維持靈活的調適應對。由於降水量有較大變率，因此難以預測，這是公認的氣候變化對水循環的影響的其中一種，:85後來在美國其他地區以及全球建立了類似的減少飼養頭數的調適模式。於2022年有看法，認為年降水量每增加一毫米，熱帶國家的牛肉產量就會增加2.1%，溫帶國家的牛肉產量會減少1.9%。但暖化的影響要大得多，在SSP3-7.0情景（顯著暖化和極少調適措施）下，每升高1°C（1.8°F）將導致全球牛肉產量減少9.7%，主要是因為它對熱帶和貧窮國家的影響。在有能力承擔調適措施的國家，產量將下降約4%，而在無力承擔的國家，產量將下降27%。迄今為止只發現有一些例外情況：例如由於氣候驅動的降雨變化，阿根廷東部和南部將變得更適合養牛，但可能需要轉向飼養瘤牛，以盡量降低變暖的影響.

### 馬科動物

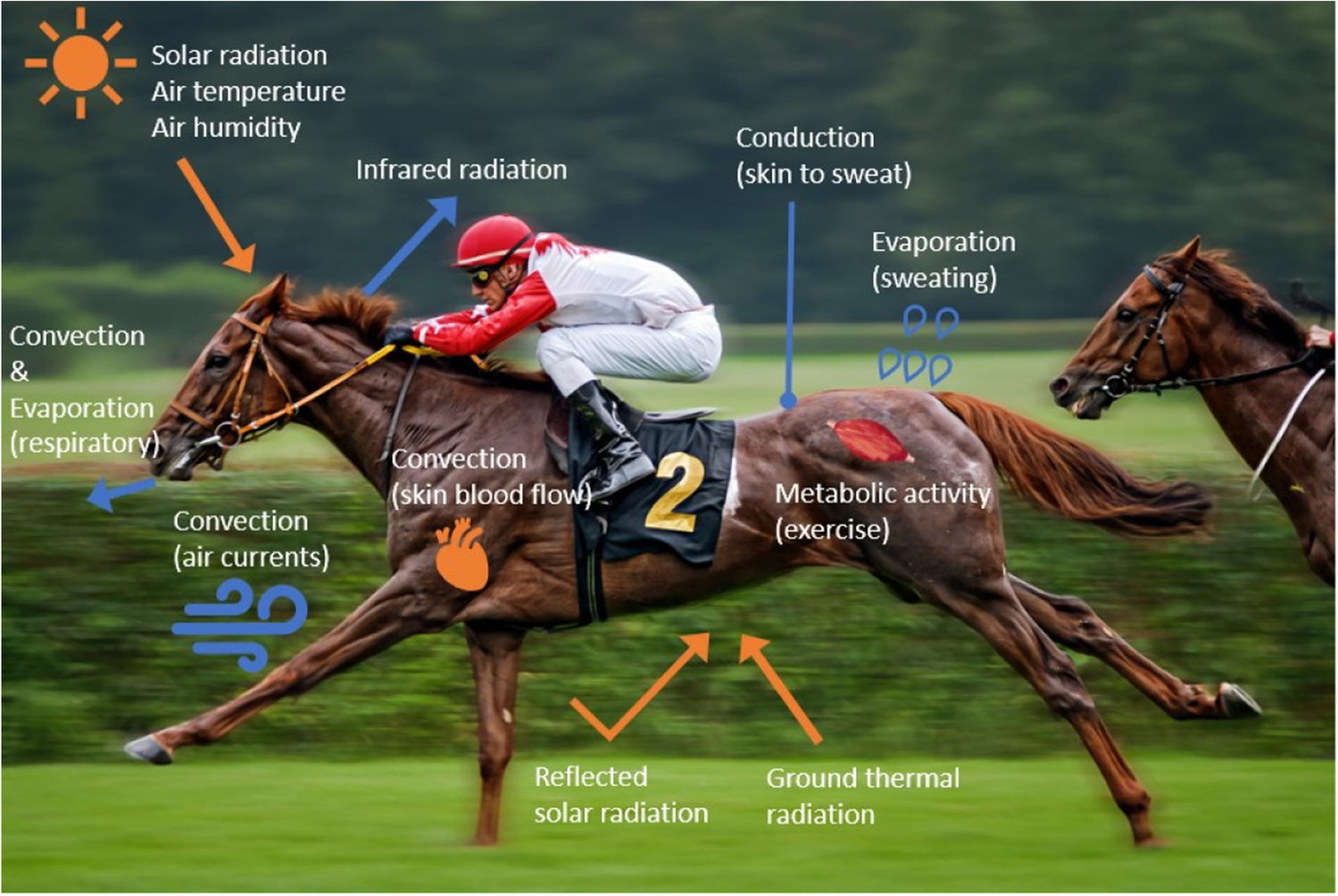
馬匹調節體溫示意圖（2023年製作）

截至2019年，全球約有1,700萬匹馬。健康成年馬體溫在37.5°C (99.5°F) 到38.5°C (101.3°F) 之間，當環境溫度在5°C (41°F) 到25°C（77°F）之間時，它們可維持這種體溫。但劇烈運動會讓其核心體溫每分鐘增加1°C (1.8°F)，因為馬肌肉使用能量的80%都會以熱量的形式釋放。馬匹與牛和靈長目動物一樣，是唯一運用出汗作為主要體溫調節方法的動物群體：事實上，出汗佔其熱量散發的70%，馬匹在進行相對劇烈的運動時的出汗量是人類從事體力活動時的三倍，但馬的出汗與人類不同，這種汗液不是由汗腺，而是由頂分泌腺所產生。在炎熱的條件下，馬在三小時的中等強度運動中會損失30至35升的水和100克的鈉、198克的氯化物和45克的鉀。馬類與人類的另一個區別是馬匹的汗水是高滲溶液，並且含有一種稱為BPIFA4P的蛋白質，這使得它能容易地擴散到全身，並形成泡沫狀，而非滴落形式。這種適應是為補償馬匹較低的身體表面積與質量比，但會讓馬匹更難被動式散發熱量。長時間暴露在非常熱和/或潮濕的條件下會導致無汗、中暑或腦損傷等後果，如果不採取冷水降溫等方式處理，可能最終會導致死亡。此外，大約10%與馬匹運輸相關的事故都是由於熱壓力所造成。這些問題預計將來會變得更嚴重。
病毒性疾病非洲馬病造成的死亡率接近90%，而騾子的死亡率為50%。名為Culicoides imicola的蠓是非洲馬病的主要媒介，預計氣候變化將會強化其傳播。由於未來暖化將擴大宿主的地理範圍，人畜共通的亨德拉病毒從狐蝠屬宿主向馬的外溢也可能會增加。據估計，在"中度"（RCP4.5）和"高度"（ RCP8.5）氣候變化情景下，受威脅的馬匹數量將分別增加110,000和165,000，即增加175%和260%。

### 山羊與綿羊

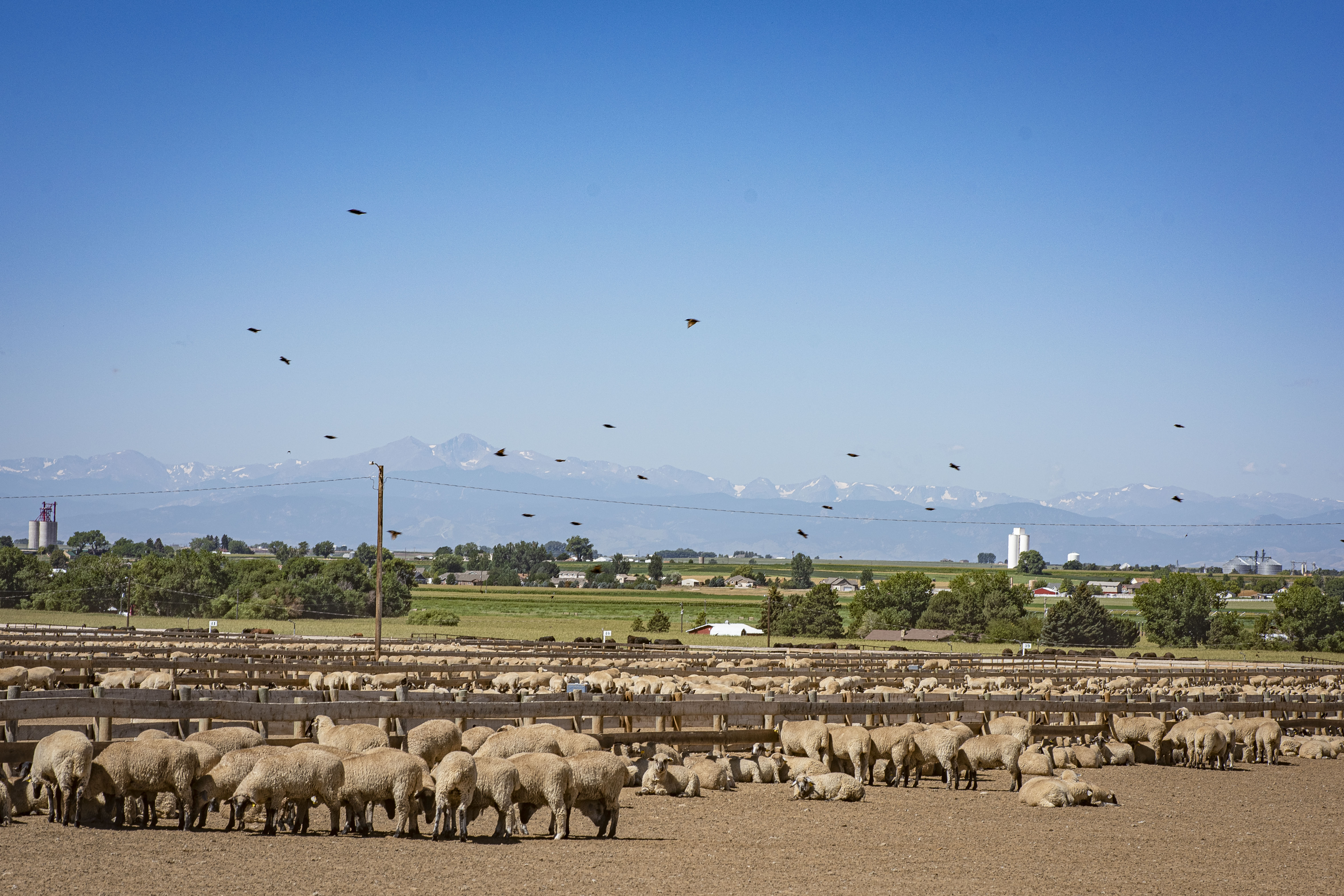
已知羊類比牛更能耐受較高的氣溫。此處為一座位於美國科羅拉多州的綿羊牧場（攝於2019年）。

山羊與綿羊通常被統稱為小型反芻動物，且會放在一起研究。已知羊類受氣候變化的影響比牛小，:747尤其是山羊被認為是最能適應氣候變化的家畜之一，僅次於駱駝。在衣索比亞東南部，一些放牛的牧民已經轉向飼養山羊和駱駝。
即便如此，伊朗於2007年-2008年發生的乾旱已導致該國綿羊數量減少近400萬隻 - 從2007年的5,380萬隻減少到2008年的5,000萬隻，而山羊數量則從2007年的2,550萬減少到2008年的2,230萬隻。一些研究人員預計氣候變化將推動基因選擇，培育出更能適應高溫和乾旱的綿羊品種。值得注意的是適應熱的綿羊可以是生產羊毛品種，也可以是一般（非用於生產羊毛）品種，雖然人們普遍認為一般品種會更能抵抗熱壓力。
由於未來氣候變暖，冬季變得更加溫和，預計寄生性蠕蟲捻轉血矛線蟲和環束背帶線蟲將更易在小型反芻動物中傳播（但在某些地方，夏季的氣溫比這些蠕蟲喜愛的溫度更高，會將這種影響抵銷）。早些時候，在另外兩種寄生蟲（Parelaphostrongylus odocoilei和Protostrongylus stilesi）中也觀察到類似的效果，由於亞北極地區氣溫較低，這兩種蠕蟲已經能夠在羊體內有更長的時間繁殖。

### 豬

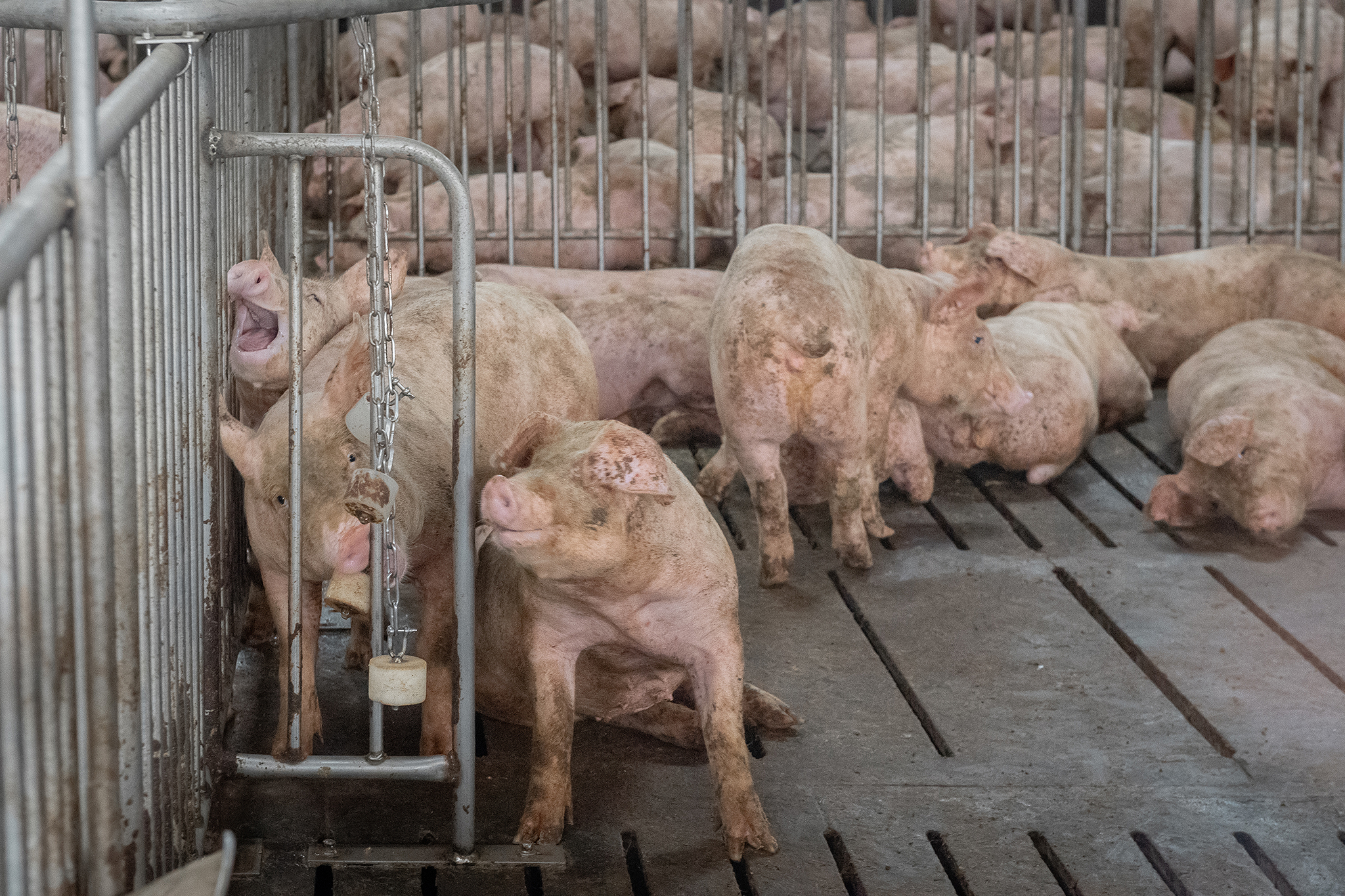
一座於台灣的養豬場。（攝於2020年）

對於豬來說，熱壓力的影響會根據其年齡和體型而有變化。平均體重為30公斤，生長中的仔豬在可耐受高達24°C (75°F) 的溫度，超過後才會感受到熱壓力，但在其長大到約120公斤（被認為適於屠宰）後，它們的耐受溫度降為僅20°C (68°F)。
一篇研究論文估計在奧地利一個用於育肥約1,800頭生長豬的集約化養殖設施中，於1981年至2017年間已經觀測到的變暖將導致相對熱壓力每年增加0.9%至6.4%。這些數據被認為是中歐其他類似設施的代表。
後續發表的一篇論文將多項適應措施的影響列入研究。安裝地面耦合熱交換器是解決熱壓力的最有效干預措施，可將其降低90%至100%。另外兩種冷卻系統也顯示顯著的效果：由濕纖維素製成的蒸發冷卻墊可將熱壓力降低74%至92%，但此設備也有增加濕球溫度壓力的風險，因為其必然會濕潤空氣。將此類墊與蓄熱式熱交換器結合使用可消除此問題，但也會增加成本，並將系統的效率降低至61%至86%。這幾種干預措施都被認為能夠完全緩衝至少未來三十年氣候變化對熱壓力的影響，但安裝則需要大量的初期投資，而且它們在商業可行性的影響尚不清楚。其他干預措施被認為無法完全緩衝變暖的影響，但相較之下也更便宜、更簡單。其中包括將通風能力加倍，讓豬白天休息，晚上天氣涼爽時再餵食：這樣的10小時輪班所需的設施只會用到人工照明，且主要改為夜間輪班工作。同樣的，將每個設施所飼養的生豬減少絕對是最簡單的干預措施，但有效性性最低，且必然會降低盈利能力。

### 家禽

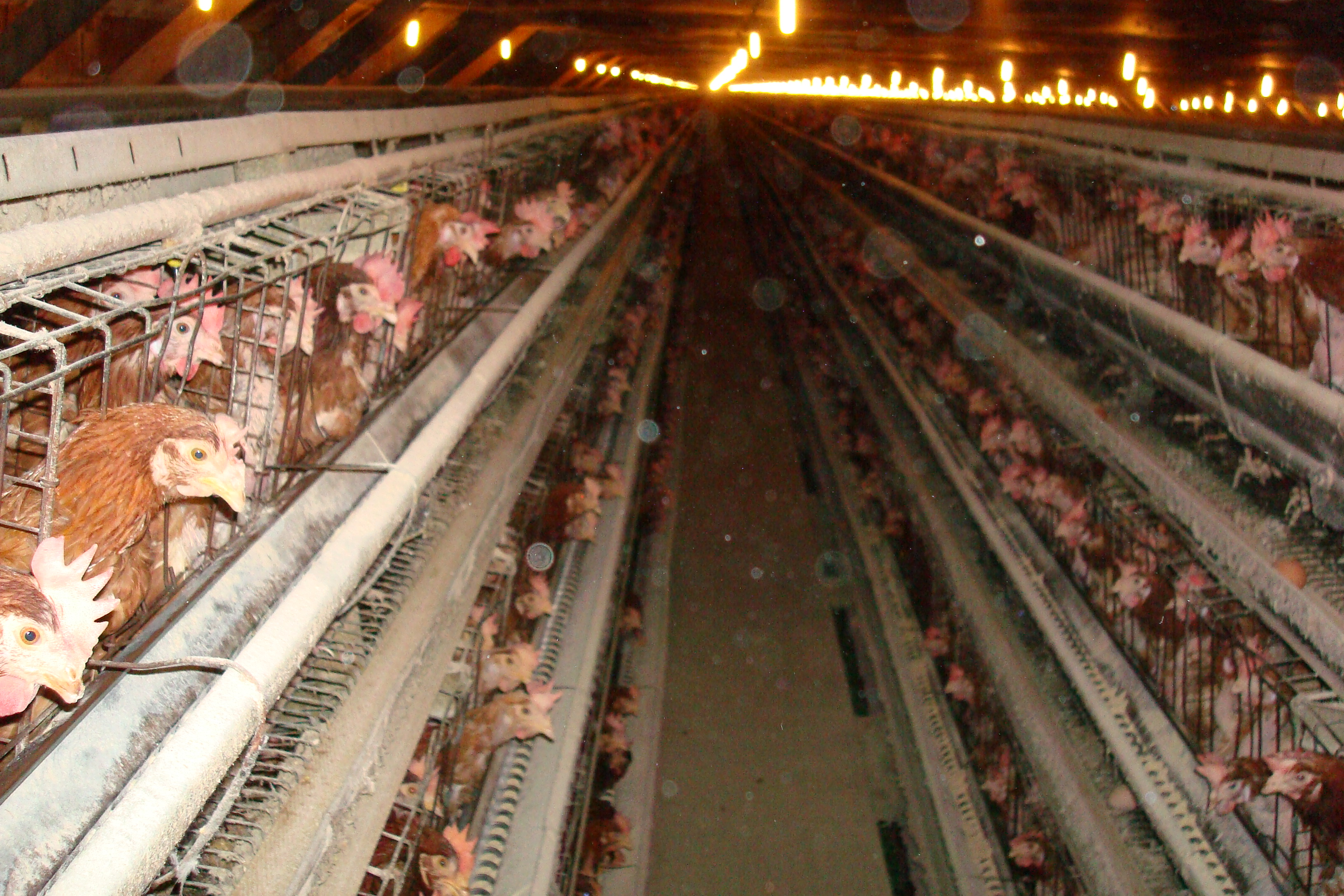
一座位於美國新英格蘭的蛋雞農場（約攝於2009年）。

據信家禽的熱舒適區在18–25°C (64–77°F) 範圍內。一些論文將26–35°C (79–95°F) 描述為熱壓力的"臨界區"，但其他論文則說，由於順應環境，熱帶國家的鳥類直到32°C（ 90°F）才會開始感受到熱壓力。一般認為高於35°C (95°F) 和47°C (117°F) 的溫度分別形成"上臨界區"和致命區間。據了解，每日平均溫度約為33°C (91°F) 會干擾肉雞和蛋雞的飼養，並降低其免疫反應，而導致體重減輕/產蛋量減少或沙門氏菌屬感染、足墊皮膚炎或腦膜炎發生率增加等結果。持續的熱壓力會導致組織發生氧化壓力，宰殺後的白肉中維生素E、葉黃素和玉米黃素等重要化合物的含量較低，但葡萄糖和膽固醇含量卻會增加。多項研究顯示於飼料中補充鉻可幫助緩解這些問題，因為鉻具有抗氧化特性，特別是與鋅或酢漿草屬等草藥結合使用。[由於這些原因，白藜蘆醇是另一種流行用於家禽的抗氧化劑。雖然補充效果有限，但比降溫改善或簡單將飼養數目減少的干預措施便宜得多，因此仍然很受歡迎。雖然大多數關於家禽熱壓力和膳食補充劑的文獻都集中在雞身上，但在日本鵪鶉也發現類似的結果，當其於熱壓力下吃得少，體重增加少，生育能力下降，供孵化的蛋品質較差，似乎也可經由礦物質補充而有所改善。
估計美國家禽業在2003年左右，因熱壓力造成的損失高達1.65億美元。一篇發表的研究論文估計，如果全球暖化達到2.5°C (4.5°F)，那麼巴西現代化程度最低的農場的肉雞飼養成本將增加35.8%，雞舍技術水平中等的農場則增加42.3%，而在採用最先進冷卻技術的農場中，成本的增幅最少。相反的，如果升溫維持在1.5°C (2.7°F)，中等現代化農場的成本增幅最小，為12.5%，其次是最現代化的農場，增幅為19.9%，而科技含量最低的農場則增幅最大。

### 馴鹿
到2010年代中期，北極原住民已觀測到馴鹿繁殖數目減少，能夠越冬的數目減少，因為氣溫升高有利於昆蟲叮咬，並導致更強烈和持久的昆蟲群體攻擊。它們也變得更容易受到此類昆蟲傳播寄生蟲的影響，且隨著北極變得更暖而更容易受到入侵物種的影響，預計它們將受到其歷史上從未遇到過的害蟲和病原體的侵襲。:233

## 飼養活動產生的溫室氣體排放
本節摘自農業溫室氣體排放#Livestock。
畜牧業和畜牧業相關活動（例如砍伐森林和使用燃料日益密集的耕作方式）導致超過18%的人為溫室氣體排放，包括：
- 佔全球二氧化碳排放量的9%
- 佔全球甲烷排放量的35-40%（主要來自腸道發酵與其糞便）
- 佔全球一氧化二氮排放量的64%（主要是由於使用化學肥料的結果。[94]）

畜牧業活動對土地利用的影響也特別嚴重，因為種植玉米和苜蓿等農作物是為餵養動物。
於2010年，腸道發酵溫室氣體排放佔全球所有農業活動總量的43%。針對生命週期評估研究所做的統合分析，發現來自反芻動物的肉比其他肉類或素食蛋白質來源具有更高的碳當量足跡。每年全球綿羊和山羊等小型反芻動物排放的溫室氣體約為4.75億噸（二氧化碳當量），約佔世界農業部門排放量的6.5%。動物（主要是反芻動物）產生的甲烷估計佔全球甲烷產量的15-20%。關於使用各種海藻物種（特別是Asparegpsis armata）作為助於減少反芻動物甲烷產生的食品添加劑，研究工作仍在進行中。
全球的畜牧業用地佔所有農業用地的70%，即地球陸地表面的30%。其中的放牧方式也會影響未來土地的肥力。不採循環放牧會導致產生土壤板結後果。牧地的擴張會影響當地野生動物的棲息地，導致其數量變少。減少肉類和乳製品的攝取是減少溫室氣體排放的另一有效方法。於2022年接受調查的歐洲人，其中略多於一半(51%) 支持人們為應對氣候變化而減少購買的肉類和乳製品的數量，40%的美國人和73%的中國受訪者也表達相同的看法。